# Tercera Federación - Grupo XIII 2023-24
La temporada 2023-24 del Grupo XIII de la Tercera Federación de fútbol comenzó el 10 de septiembre de 2023 y finalizó el 12 de mayo de 2024. Posteriormente se disputó la promoción de ascenso entre el 19 de mayo y el 9 de junio en su fase territorial, y para finalizar en su fase nacional entre el 16 y 23 de junio. Se trata de la tercera edición tras la restructuración de las categorías no profesionales por parte de la RFEF a causa de la pandemia global causada por el Coronavirus; y es la quinta categoría a nivel nacional.

## Sistema de competición
Participan dieciocho clubes encuadrados en un único grupo. Se enfrentan todos contra todos en dos ocasiones -una en campo propio y otra en campo contrario- durante un total de 34 jornadas. El orden de los encuentros se decide por sorteo antes de empezar la competición. La Federación de Fútbol de la Región de Murcia es la responsable de designar las fechas de los partidos y los árbitros de cada encuentro, reservando al equipo local la potestad de fijar el horario exacto de cada encuentro.
Una vez finalizada la competición, el primer clasificado asciende directamente a Segunda Federación y se proclama campeón de Tercera Federación.
Los clasificados entre el segundo y el quinto lugar disputan un Play Off territorial en formato de eliminatorias a doble partido ida y vuelta. En caso de empate el vencedor de la eliminatoria es el equipo mejor clasificado. El equipo vencedor de este Play Off se clasifica a la Promoción de ascenso a Segunda Federación que tiene carácter de final interterritorial.
Los tres últimos clasificados descienden directamente a Preferente Autonómica. Puede haber más descensos por arrastre provocados por descensos de superior categoría.

## Ascensos y descensos
| Pos. | Ascendidos a 2ª Federación |
| ---- | -------------------------- |
| 1º   | Águilas F. C.              |
| 3º   | La Unión Atl.              |

| Pos. | Descendidos de 2.ª División RFEF |
| ---- | -------------------------------- |
|      | Ninguno                          |

| Pos.    | Acendidos de Preferente Autonómica |
| ------- | ---------------------------------- |
| 1º GI   | Balsicas Atlético                  |
| 1º GII  | C. D. Plus Ultra                   |
| Playoff | Montecasillas F. C.                |
| 2º      | C. D. Algar                        |

| Pos. | Descendidos a Preferente Autonómica |
| ---- | ----------------------------------- |
|      | Ninguno                             |

## Equipos participantes
De los 18 equipos participantes en la Temporada 2023-2024 del Grupo XIII de la Tercera Federación, diecisiete tienen su sede en la Provincia de Murcia y uno en la Provincia de Almería.

### Información sobre los equipos
| Equipo                     | Localidad                     | Estadio                      | Capacidad |
| -------------------------- | ----------------------------- | ---------------------------- | --------- |
| Alcantarilla F. C.         | Alcantarilla                  | Ángel Sornichero             | 800       |
| C.D. Algar                 | El Algar (Cartagena)          | Sánchez Luengo               | 1.000     |
| Atlético Pulpileño         | Pulpí                         | San Miguel                   | 2.000     |
| Balsicas Atlético          | Balsicas (Torre-Pacheco)      | Los Cipreses                 | 1.000     |
| C. D. Bullense Grana       | Bullas                        | Nicolás de las Peñas         | 2.000     |
| U. D. Caravaca             | Caravaca de la Cruz           | El Morao                     | 4.500     |
| C.D. Cieza                 | Cieza                         | La Arboleja                  | 5.500     |
| C. A. P. Ciudad de Murcia  | Murcia                        | José Barnés                  | 2.500     |
| El Palmar C. F.            | El Palmar (Murcia)            | Polideportivo El Palmar      | 1.000     |
| C. F. Lorca Deportiva      | Lorca                         | Francisco Artés Carrasco     | 8.120     |
| Deportiva Minera           | El Llano del Beal (Cartagena) | Ángel Celdrán                | 2.000     |
| Montecasillas F. C.        | Casillas (Murcia)             | Juan Pérez "Juanito"         |           |
| Real Murcia Imperial C. F. | Santomera                     | El Limonar                   | 1.500     |
| Muleño C.F.                | Mula                          | Municipal El Curtís          | 4.000     |
| C. D. Plus Ultra           | Llano de Brujas (Murcia)      | Municipal de Llano de Brujas | 1.000     |
| Racing Murcia F. C.        | Las Torres de Cotillas        | Onofre Fernández Verdú       | 500       |
| UCAM Murcia C. F. "B"      | Sangonera la Verde (Murcia)   | El Mayayo                    | 2.500     |
| Unión Molinense C. F.      | Molina de Segura              | Sánchez Cánovas              | 4.500     |

| Alcantarilla Algar Pulpileño Balsicas Bullense Caravaca Cieza Ciudad de Murcia El Palmar Lorca Dep. Minera Montecasillas Muleño Murcia Imperial Plus Ultra Racing Murcia UCAM "B" Molinense |

### Equipos por provincia
| N.° | Provincia | Equipos |
| --- | --------- | --- |
| 1   | Almería   | Atlético Pulpileño |
| 17  | Murcia    | Alcantarilla F. C., C. D. Algar, Balsicas Atlético, C. D. Bullense, U. D. Caravaca, C. D. Cieza, C. A. P. Ciudad de Murcia, El Palmar C. F., C. F. Lorca Deportiva, Deportiva Minera, Montecasillas F. C., Muleño C.F., Real Murcia Imperial C. F., C. D. Plus Ultra, Racing Murcia F. C. y UCAM Murcia C. F. "B", Unión Molinense C. F.. |

## Clasificación
| Pos. | Equipo                     | Pts. | PJ | G  | E  | P  | GF | GC | Dif. |                                                     |
| ---- | -------------------------- | ---- | -- | -- | -- | -- | -- | -- | ---- | --------------------------------------------------- |
| 1    | Deportiva Minera (A, C)    | 78   | 34 | 24 | 6  | 4  | 54 | 19 | +35  | Ascenso a Segunda Federación y Copa del Rey         |
| 2    | Real Murcia Imperial C. F. | 68   | 34 | 20 | 8  | 6  | 67 | 33 | +34  | Play-Offs Ascenso a Segunda Federación              |
| 3    | C. D. Cieza                | 68   | 34 | 19 | 11 | 4  | 44 | 24 | +20  | Play-Offs Ascenso a Segunda Federación y Copa RFEF  |
| 4    | UCAM Murcia C. F. "B"      | 62   | 34 | 19 | 5  | 10 | 42 | 23 | +19  |                                                     |
| 5    | U. D. Caravaca             | 61   | 34 | 18 | 7  | 9  | 60 | 33 | +27  | Play-Offs Ascenso a Segunda Federación              |
| 6    | C. F. Lorca Deportiva      | 59   | 34 | 17 | 8  | 9  | 64 | 30 | +34  | Play-Offs Ascenso a Segunda Federación              |
| 7    | Unión Molinense C. F.      | 59   | 34 | 18 | 5  | 11 | 60 | 34 | +26  |                                                     |
| 8    | Atlético Pulpileño         | 52   | 34 | 13 | 13 | 8  | 39 | 23 | +16  |                                                     |
| 9    | Muleño C.F.                | 43   | 34 | 12 | 7  | 15 | 37 | 42 | −5   |                                                     |
| 10   | Racing Murcia F. C. (D)    | 40   | 34 | 11 | 7  | 16 | 36 | 51 | −15  | Descenso a Preferente Autonómica                    |
| 11   | C. D. Plus Ultra           | 38   | 34 | 12 | 2  | 20 | 43 | 56 | −13  |                                                     |
| 12   | El Palmar C. F.            | 36   | 34 | 9  | 9  | 16 | 33 | 52 | −19  |                                                     |
| 13   | C. D. Bullense Grana       | 36   | 34 | 10 | 6  | 18 | 40 | 65 | −25  |                                                     |
| 14   | Alcantarilla F. C.         | 36   | 34 | 10 | 6  | 18 | 34 | 41 | −7   |                                                     |
| 15   | Balsicas Atlético          | 36   | 34 | 9  | 9  | 16 | 35 | 53 | −18  | Desaparición o renuncia para la siguiente temporada |
| 16   | C. A. P. Ciudad de Murcia  | 30   | 34 | 7  | 9  | 18 | 28 | 43 | −15  | Descenso a Preferente Autonómica                    |
| 17   | C. D. Algar (D)            | 29   | 34 | 7  | 8  | 19 | 31 | 65 | −34  | Descenso a Preferente Autonómica                    |
| 18   | Montecasillas F. C. (D)    | 23   | 34 | 7  | 2  | 25 | 31 | 90 | −59  | Descenso a Preferente Autonómica                    |

Actualizado a los partidos jugados el 24 de mayo de 2024.
 Fuente: https://futbolme.com/resultados-directo/torneo/tercera-division-rfef-grupo-13/3074/

## Tabla de resultados cruzados
| Local \ Visitante          | ALC | ALG | ATP | BAL | BUL | CAR | CIE | CIU | EPA | LOR | MIN | MON | MUL | MUR | PLU | RAC | UCA | UMO |
| -------------------------- | --- | --- | --- | --- | --- | --- | --- | --- | --- | --- | --- | --- | --- | --- | --- | --- | --- | --- |
| Alcantarilla F. C.         | —   | 2–0 | 1–2 | 2–1 | 1–1 | 3–4 | 0–1 | 1–0 | 2–3 | 1–1 | 4–1 | 2–1 | 0–0 | 0–1 | 0–3 | 0–1 | 1–1 | 1–0 |
| C. D. Algar                | 0–2 | —   | 0–3 | 1–1 | 0–1 | 2–1 | 0–1 | 2–2 | 3–2 | 1–3 | 1–4 | 3–2 | 0–2 | 1–0 | 4–3 | 1–3 | 0–2 | 1–0 |
| Atlético Pulpileño         | 1–0 | 0–0 | —   | 2–0 | 2–2 | 0–1 | 0–0 | 1–0 | 1–0 | 0–0 | 0–3 | 4–0 | 1–1 | 1–1 | 1–2 | 1–1 | 0–1 | 1–1 |
| Balsicas Atlético          | 1–0 | 2–2 | 0–0 | —   | 3–4 | 1–3 | 0–2 | 1–0 | 0–1 | 0–3 | 0–2 | 2–0 | 2–0 | 0–2 | 3–1 | 2–1 | 0–0 | 2–1 |
| C. D. Bullense Grana       | 2–0 | 5–0 | 0–3 | 0–0 | —   | 1–5 | 0–0 | 1–2 | 1–3 | 2–4 | 0–1 | 2–1 | 0–2 | 0–0 | 2–0 | 2–0 | 1–3 | 2–2 |
| U. D. Caravaca             | 0–1 | 3–2 | 0–1 | 3–0 | 1–0 | —   | 1–2 | 1–0 | 0–0 | 3–0 | 1–1 | 8–0 | 0–1 | 2–2 | 3–1 | 5–1 | 2–1 | 1–0 |
| C. D. Cieza                | 1–0 | 0–0 | 3–1 | 3–0 | 2–1 | 2–1 | —   | 1–1 | 2–3 | 2–1 | 1–1 | 5–1 | 0–0 | 1–1 | 1–0 | 0–0 | 2–0 | 1–0 |
| C. A. P. Ciudad de Murcia  | 0–2 | 1–2 | 0–3 | 1–1 | 0–1 | 1–1 | 0–0 | —   | 0–2 | 1–0 | 0–2 | 0–1 | 1–1 | 0–1 | 5–1 | 3–1 | 1–0 | 0–1 |
| El Palmar C. F.            | 0–0 | 1–1 | 0–0 | 0–0 | 4–1 | 0–2 | 0–1 | 0–1 | —   | 1–1 | 0–2 | 2–0 | 0–0 | 2–2 | 2–4 | 1–1 | 0–4 | 0–4 |
| C. F. Lorca Deportiva      | 1–1 | 5–1 | 1–0 | 1–1 | 8–0 | 2–0 | 1–2 | 1–1 | 4–0 | —   | 0–0 | 2–0 | 0–1 | 1–2 | 2–0 | 0–0 | 2–1 | 3–1 |
| Deportiva Minera           | 1–0 | 1–0 | 0–0 | 2–0 | 3–1 | 2–3 | 4–0 | 1–1 | 1–0 | 1–0 | —   | 2–0 | 2–1 | 1–0 | 2–0 | 0–1 | 1–0 | 2–1 |
| Montecasillas F. C.        | 2–0 | 3–1 | 0–4 | 0–4 | 1–4 | 0–2 | 1–0 | 1–2 | 2–1 | 1–7 | 0–2 | —   | 2–1 | 1–1 | 0–4 | 2–4 | 2–2 | 1–3 |
| Muleño C.F.                | 2–1 | 1–1 | 0–1 | 4–2 | 2–0 | 0–0 | 0–1 | 4–1 | 0–2 | 1–2 | 1–0 | 3–1 | —   | 0–2 | 1–4 | 1–3 | 2–1 | 1–2 |
| Real Murcia Imperial C. F. | 2–0 | 0–0 | 1–1 | 3–2 | 3–1 | 2–0 | 3–0 | 2–0 | 7–1 | 1–3 | 2–4 | 6–2 | 5–0 | —   | 2–0 | 3–1 | 2–0 | 2–3 |
| C. D. Plus Ultra           | 2–1 | 2–0 | 1–0 | 1–3 | 1–2 | 1–2 | 2–2 | 2–1 | 1–0 | 0–1 | 0–2 | 2–1 | 1–0 | 1–2 | —   | 1–3 | 0–3 | 2–2 |
| Racing Murcia F. C.        | 1–5 | 1–0 | 0–0 | 3–0 | 3–0 | 0–0 | 0–3 | 1–1 | 1–0 | 1–4 | 0–1 | 0–1 | 0–3 | 1–2 | 1–0 | —   | 0–1 | 2–4 |
| UCAM Murcia C. F. "B"      | 1–0 | 3–1 | 1–0 | 1–1 | 2–0 | 3–1 | 0–1 | 1–0 | 1–2 | 1–0 | 1–1 | 1–0 | 1–0 | 0–1 | 1–0 | 2–0 | —   | 1–0 |
| Unión Molinense C. F.      | 3–0 | 3–0 | 2–4 | 4–0 | 3–0 | 0–0 | 1–1 | 2–1 | 2–0 | 2–0 | 0–1 | 4–1 | 3–1 | 3–1 | 1–0 | 2–0 | 0–1 | —   |

## Play Off de Ascenso a Segunda Federación
Equipos clasificados
| Pos. | Grupo XIII                 |
| ---- | -------------------------- |
| 2.°  | Real Murcia Imperial C. F. |
| 3.°  | C. D. Cieza                |
| 5.°  | U. D. Caravaca             |
| 6.°  | C. F. Lorca Deportiva      |

|  | Semifinales                | Semifinales           | Semifinales                |   |             | Final                | Final                | Final                |  |
|  | 19/26 de mayo de 2024      | 19/26 de mayo de 2024 | 19/26 de mayo de 2024      |   |             | 2/9 de junio de 2024 | 2/9 de junio de 2024 | 2/9 de junio de 2024 |  |
|  |                            |                       |                            |   |             |                      |                      |                      |  |
|  |                            |                       |                            |   |             |                      |                      |                      |  |
|  | U. D. Caravaca             | 0                     | 2                          |   |             |                      |                      |                      |  |
|  | U. D. Caravaca             | 0                     | 2                          |   |             |                      |                      |                      |  |
|  | C. D. Cieza                | 0                     | 2                          |   |             |                      |                      |                      |  |
|  | C. D. Cieza                | 0                     | 2                          |   | C. D. Cieza | 1                    | 1                    |                      |  |
|  |                            |                       |                            |   | C. D. Cieza | 1                    | 1                    |                      |  |
|  |                            |                       | Real Murcia Imperial C. F. | 1 | 1           |                      |                      |                      |  |
|  | C. F. Lorca Deportiva      | 0                     | Real Murcia Imperial C. F. | 1 | 1           | 2                    |                      |                      |  |
|  | C. F. Lorca Deportiva      | 0                     |                            |   |             | 2                    |                      |                      |  |
|  | Real Murcia Imperial C. F. | 1                     | 3                          |   |             |                      |                      |                      |  |
|  | Real Murcia Imperial C. F. | 1                     | 3                          |   |             |                      |                      |                      |  |
|  |                            |                       |                            |   |             |                      |                      |                      |  |

## Clasificado a la Copa del Rey
| Bandera de la Región de Murcia |
| Club Deportiva Minera          |
| 1º Grupo                       |